# 1270
1270 (MCCLXX) var ett normalår som började en onsdag i den julianska kalendern.

## Händelser

### Okänt datum
- Magnus Ladulås grundar ett franciskanerkloster på Riddarholmen i Stockholm.
- För första gången omtalas skolmästare vid domskolan i Uppsala.
- Dresden blir residensstad för markgrevarnai i Huset Wettin.
- Johannes av Capua föranstaltar om den första latinska översättningen av Panchatantra.
- Petrus de Dacia avslutar sina parisstudier.
- Ludvig IX av Frankrike påbörjar det sjunde och sista korståget mot Tunis.
- Den sydtyska sedvanerätten sammanfattas i Schwabenspiegel.
- Etiopien framträder som en dynasti, vilken säger sig härstamma från kung Salomo.

## Födda
- 10 april – Håkon Magnusson, kung av Norge 1299–1319.
- William Wallace, skotsk nationalhjälte.

## Avlidna
- 3 maj – Bela IV, kung av Ungern.
- 25 augusti – Ludvig IX, känd som Ludvig den helige, kung av Frankrike sedan 1226.
- Margareta Skulesdotter, drottning av Norge 1225–1263, gift med Håkon Håkonsson.